# Elizabeth Fisher
Elizabeth Fisher, född 27 november 1910, död 28 april 2004, var en kanadensisk vinteridrottare som var aktiv inom konståkning under 1920- och 1930-talen. Hon medverkade vid olympiska spelen i Lake Placid 1932 och placerade sig på 13:e plats.